# Sismo de Sumatra de abril de 2010
O Sismo de Sumatra (português brasileiro) ou Samatra (português europeu) de 2010 de magnitude de 7.7 {\displaystyle M_{\mathrm {w} }} ocorreu na ilha de Sumatra, na Indonésia, em 7 de abril de 2010, às 5h15min, hora local (6 de abril de 2010, 22h15min UTC) (UTC). Um alerta de tsunami foi emitido de acordo com o Pacific Tsunami Warning Center, em Honolulu, Havaí, mas foi cancelado pelas autoridades horas depois. A província de Sumatra do Norte e Banda Achém estão sem energia elétrica. Nenhuma morte foi relatada.